# Friedrich-Wilhelm von Herrmann

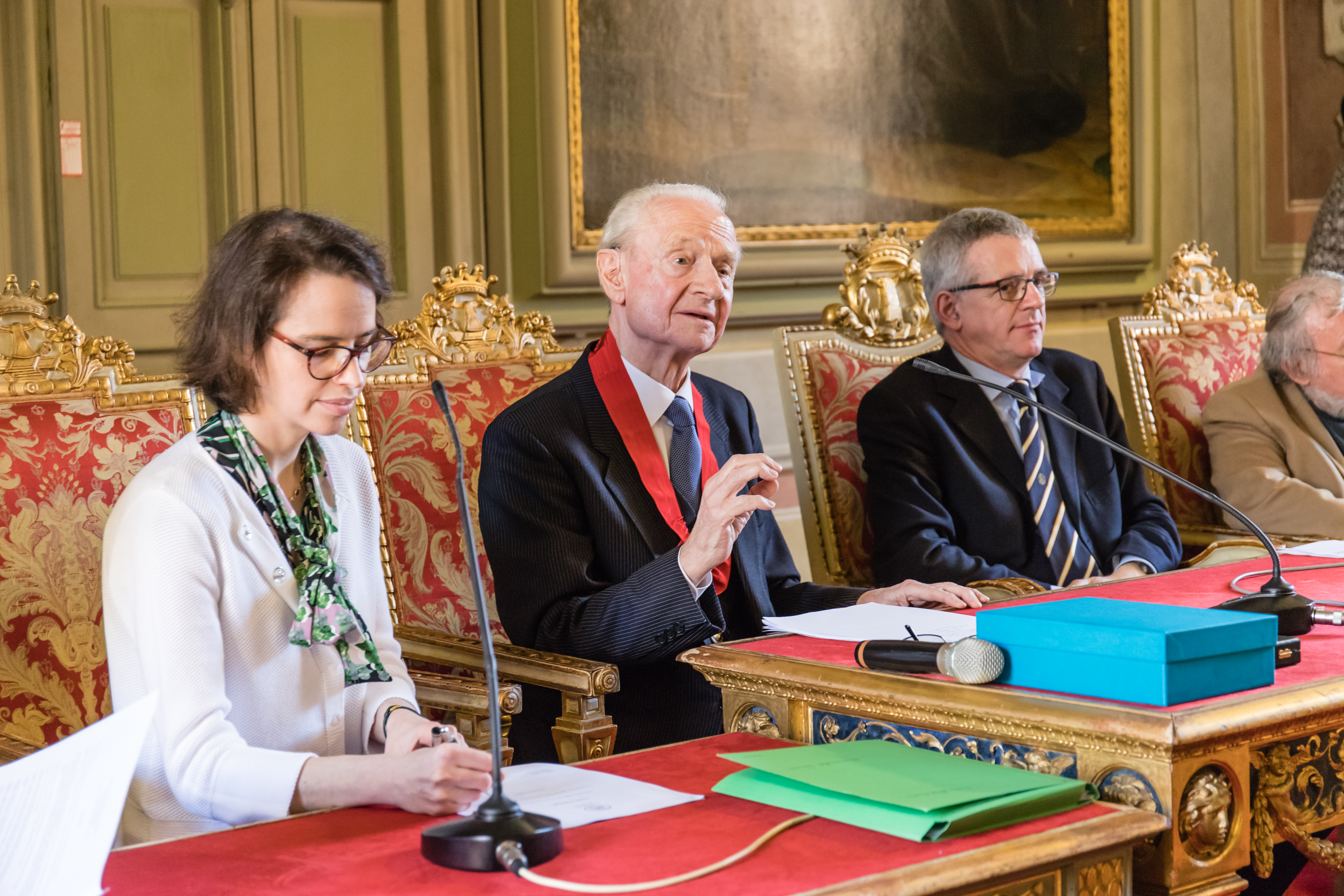
Friedrich-Wilhelm von Herrmann (Mitte, 2019)

Friedrich-Wilhelm Gustav-Adolf Rüdiger von Herrmann (* 8. Oktober 1934 in Potsdam; † 2. August 2022 in Freiburg im Breisgau) war ein deutscher Philosoph.

## Leben
Von Hermann wurde als drittes Kind des aus Jüterbog in Brandenburg stammenden Pastors Walter Hermann Wilhelm von Herrmann (1900–1976) und dessen Frau Johanna (Hanni), geb. Krummacher (1905–1952), einer Kunstbuchbinderin, in Potsdam geboren. Nach dem Besuch des Potsdamer Victoria Gymnasiums und dem Abitur an der Waldoberschule Berlin-Grunewald im März 1955 studierte von Herrmann fünf Semester Philosophie, Germanistik und Geschichte an der Freien Universität Berlin. Zu seinen Berliner Lehrerinnen und Lehrern gehörten Katharina Kanthack, Wilhelm Weischedel, Helmut de Boor, Richard Alewyn, Walther Killy und Walter Schlesinger. Zum Wintersemester 1957/58 wechselte er an die Albert-Ludwigs-Universität Freiburg, wo er bei Eugen Fink, Wilhelm Szilasi, Bernhard Welte, Heinrich Rombach, Franz Vonessen, Wolfgang Struve, Walther Rehm, Siegfried Gutenbrunner, Gerd Tellenbach, Gerhard Ritter und Clemens Bauer studierte. 1961 wurde er bei Fink mit einer Arbeit über Die Selbstinterpretation Martin Heideggers promoviert. Nach seiner Promotion arbeitete er von 1961 bis 1970 als Wissenschaftlicher Assistent von Eugen Fink in Freiburg. 1970 habilitierte er sich ebendort mit einer Arbeit über Phänomenologische Untersuchungen zur Temporalität des Seinsverständnisses. Von Herrmann war Privatassistent bei Martin Heidegger von 1972 bis zu dessen Tod 1976. Im selben Jahr wurde er zum außerplanmäßigen Professor ernannt. 1979 folgte eine ordentliche Professur an der Albert-Ludwigs-Universität Freiburg. Seit 1999 war Friedrich-Wilhelm von Herrmann emeritiert.
Friedrich-Wilhelm von Herrmann starb nach Angaben seiner Witwe, Veronika von Herrmann (geb. Müeller-Osthaus), im Alter von 87 Jahren in einer Klinik in Freiburg an den Folgen eines Herzinfarkts.

## Wissenschaftliche Arbeit
In seiner wissenschaftlichen Arbeit beschäftigte sich Friedrich-Wilhelm von Herrmann mit grundlegenden Problemen der Hermeneutik und der Phänomenologie. Sein Denken war stark von Martin Heidegger beeinflusst, dessen nachgelassene Gesamtausgabe er im Verlag Vittorio Klostermann wissenschaftlich betreute. In seinen Schriften setzte sich von Herrmann besonders mit verschiedenen Themen und Grundfragen der Werke von Edmund Husserl und Martin Heidegger auseinander.
Zu seinen Schülern zählte die Philosophin Paola-Ludovika Coriando.

## Publikationen (Auswahl)
- Leibniz. Metaphysik als Monadologie. Duncker & Humblot, Berlin 2015, ISBN 978-3-428-14738-0.
- Descartes’ Meditationen. Klostermann, Frankfurt am Main 2011.
- Hermeneutische Phänomenologie des Daseins: Ein Kommentar zu „Sein und Zeit“. Bd. 3: „Erster Abschnitt: Die vorbereitende Fundamentalanalyse des Daseins“ §28–§44. Klostermann, Frankfurt am Main 2008.
- Hermeneutische Phänomenologie des Daseins: Ein Kommentar zu „Sein und Zeit“. Bd. 2: „Erster Abschnitt: Die vorbereitende Fundamentalanalyse des Daseins“ §9–§27. Klostermann, Frankfurt am Main 2005.
- Wahrheit – Freiheit – Geschichte: eine systematische Untersuchung zu Heideggers Schrift „Vom Wesen der Wahrheit“. Klostermann, Frankfurt am Main 2002.
- Hermeneutik und Reflexion: der Begriff der Phänomenologie bei Heidegger und Husserl. Klostermann, Frankfurt am Main 2000.
- Die zarte, aber helle Differenz. Martin Heidegger und Stefan George. Klostermann, Frankfurt am Main 1999.
- Wege ins Ereignis. Zu Heideggers „Beiträgen zur Philosophie“. Klostermann, Frankfurt am Main 1994.
- Augustinus und die phänomenologische Frage nach der Zeit. Klostermann, Frankfurt am Main 1992.
- Heideggers „Grundprobleme der Phänomenologie“. Zur „Zweiten Hälfte“ von „Sein und Zeit“. Klostermann, Frankfurt am Main 1991.
- Weg und Methode. Zur hermeneutischen Phänomenologie des seinsgeschichtlichen Denkens. Klostermann, Frankfurt am Main 1990.
- Hermeneutische Phänomenologie des Daseins. Eine Erläuterung von „Sein und Zeit“. Bd. 1: „Einleitung: Die Exposition der Frage nach dem Sinn von Sein“. Klostermann, Frankfurt am Main 1987.
- Der Begriff der Phänomenologie bei Heidegger und Husserl. Klostermann, Frankfurt am Main 1981.
- Heideggers Philosophie der Kunst. Eine systematische Interpretation der Holzwege-Abhandlung „Der Ursprung des Kunstwerkes“. Klostermann, Frankfurt am Main 1980 (2. erweiterte Auflage 1994)
- Subjekt und Dasein. Interpretationen zu „Sein und Zeit“. Klostermann, Frankfurt am Main 1974 (3. erweiterte Auflage 2004).
- Husserl und die Meditationen Descartes. Klostermann, Frankfurt am Main 1971.
- Bewußtsein, Zeit und Weltverständnis. Klostermann, Frankfurt am Main 1971 (Zugl.: Freiburg (Breisgau), Univ., Habil.-Schr., 1970 u.d.T.: Phänomenologische Untersuchungen zur Temporalität des Seinsverständnisses).
- Die Selbstinterpretation Martin Heideggers. Anton Hain, Meisenheim am Glan 1964 (Zugl.: Freiburg (Breisgau), Univ., Diss., 1961).